# Bulgarischer Fußballpokal 1988/89
Der Bulgarischer Fußballpokal 1988/89 war die 49. Austragung des Pokalwettbewerbs im Fußball in Bulgarien. Pokalsieger wurde Titelverteidiger ZFKA Sredez Sofia. Das Team setzte sich im Finale gegen FC Tschernomorez Burgas durch. Da Sredez durch den Meistertitel bereits für den Europapokal der Landesmeister qualifiziert war, nahm der unterlegene Finalist am Pokalsiegerwettbewerb teil.

## Modus
In der 1. Runde wurden die 32 Mannschaften in acht Gruppen zu je vier Teams aufgeteilt. Nach den ersten zwei Begegnungen in Hin- und Rückspiel spielten anschließend die Sieger sowie die Verlierer nochmals in Hin- und Rückspiel gegeneinander. Das Team, das zweimal verlor, schied aus. In der 2. Runde wurde der Sieger ebenfalls in Hin- und Rückspiel ermittelt. Bei Torgleichheit entschied, wie zuvor in den Gruppenspielen, zunächst die Anzahl der auswärts erzielten Tore, danach eine Verlängerung und falls erforderlich ein Elfmeterschießen.
Ab dem Achtelfinale wurde der Sieger in einem Spiel entschieden. Bei unentschiedenem Ausgang gab es eine Verlängerung von zweimal 15 Minuten und gegebenenfalls ein Elfmeterschießen.

## Teilnehmer
| A Grupa (16) | A Grupa (16) | B Grupa (20) | B Grupa (20) |
| --- | --- | --- | --- |
| - Beroe Stara Sagora - FC Botew Wraza - FC Dunaw Russe - Etar Weliko Tarnowo - Lok Gorna Orjachowiza - Lokomotive Plowdiw - Lokomotive Sofia - Minjor Pernik | - Pirin Blagoewgrad - Slawia Sofia - FK Sliwen - Spartak Warna - AFD Trakia Plowdiw - Tscherno More Warna - Witoscha Sofia - ZFKA Sredez Sofia | - Akademik Sofia - Akademik Swischtow - Arda Kardschali - FC Bdin Widin - FK Chaskowo - Dobrudscha Tolbuchin - FC Hebar Pasardschik - Jantra Gabrowo - Lokomotive Russe - Lokomotive Stara Sagora | - Ludogorez Rasgrad - DFS Osam Lowetsch - FK Schumen - Rila Stanke Dimitrow - FK Spartak Plewen - Spartak Plowdiw - FC Tschernomorez Burgas - Tscherweno sname Pawlikeni - Tundscha Jambol - Wichren Sandanski |

## 1. Runde
Teilnehmer: Alle Erst- und Zweitligisten, mit Ausnahme der Europapokal-Teilnehmer.

### Gruppe 1
| Datum             |                | Gesamt |                    | Hinspiel | Rückspiel |
| ----------------- | -------------- | ------ | ------------------ | -------- | --------- |
| 07.09./14.09.1988 | FC Botew Wraza | 7:2    | Jantra Gabrowo     | 5:0      | 2:2       |
| 07.09./14.09.1988 | FC Bdin Widin  | 3:2    | Akademik Swischtow | 3:0      | 0:2       |
| 06.10./27.10.1988 | FC Bdin Widin  | 0:4    | FC Botew Wraza     | 0:1      | 0:3       |
| 06.10./27.10.1988 | Jantra Gabrowo | 2:5    | Akademik Swischtow | 1:2      | 1:3       |

- Jantra Gabrowo ausgeschieden

### Gruppe 2
| Datum             |                   | Gesamt |                  | Hinspiel | Rückspiel |
| ----------------- | ----------------- | ------ | ---------------- | -------- | --------- |
| 07.09./14.09.1988 | Spartak Plowdiw   | 4:6    | Lokomotive Sofia | 2:0      | 2:6       |
| 07.09./14.09.1988 | Wichren Sandanski | 2:3    | Minjor Pernik    | 2:1      | 0:2       |
| 06.10./27.10.1988 | Lokomotive Sofia  | 1:3    | Minjor Pernik    | 1:1      | 0:2       |
| 06.10./27.10.1988 | Wichren Sandanski | 6:1    | Spartak Plowdiw  | 4:1      | 2:0       |

- Spartak Plowdiw ausgeschieden

### Gruppe 3
| Datum             |                      | Gesamt |                    | Hinspiel | Rückspiel |
| ----------------- | -------------------- | ------ | ------------------ | -------- | --------- |
| 07.09./14.09.1988 | FC Hebar Pasardschik | 2:0    | Lokomotive Plowdiw | 2:0      | 0:0       |
| 07.09./14.09.1988 | Akademik Sofia       | 2:4    | Pirin Blagoewgrad  | 1:3      | 1:1       |
| 06.10./27.10.1988 | FC Hebar Pasardschik | 2:1    | Pirin Blagoewgrad  | 1:0      | 1:1       |
| 06.10./27.10.1988 | Akademik Sofia       | 0:4    | Lokomotive Plowdiw | 0:0      | 0:4       |

- Akademik Sofia ausgeschieden

### Gruppe 4
| Datum             |                            | Gesamt |                     | Hinspiel | Rückspiel |
| ----------------- | -------------------------- | ------ | ------------------- | -------- | --------- |
| 07.09./14.09.1988 | DFS Osam Lowetsch          | 0:5    | FK Spartak Plewen   | 0:2      | 0:3       |
| 07.09./14.09.1988 | Tscherweno sname Pawlikeni | 2:6    | Etar Weliko Tarnowo | 1:2      | 1:4       |
| 06.10./27.10.1988 | FK Spartak Plewen          | 5:6    | Etar Weliko Tarnowo | 2:2      | 3:4       |
| 06.10./27.10.1988 | Tscherweno sname Pawlikeni | 2:3    | DFS Osam Lowetsch   | 1:0      | 1:3       |

- Tscherweno sname Pawlikeni ausgeschieden

### Gruppe 5
| Datum             |                     | Gesamt |                     | Hinspiel | Rückspiel |
| ----------------- | ------------------- | ------ | ------------------- | -------- | --------- |
| 07.09./14.09.1988 | FK Schumen          | 3:2    | FC Dunaw Russe      | 2:0      | 1:2       |
| 07.09./14.09.1988 | Ludogorez Rasgrad   | 6:2    | Tscherno More Warna | 5:0      | 1:2       |
| 06.10./27.10.1988 | FK Schumen          | 4:5    | Ludogorez Rasgrad   | 2:2      | 2:3       |
| 06.10./27.10.1988 | Tscherno More Warna | 2:5    | FC Dunaw Russe      | 1:2      | 1:3       |

- Tscherno More Warna ausgeschieden

### Gruppe 6
| Datum             |                       | Gesamt |                       | Hinspiel | Rückspiel |
| ----------------- | --------------------- | ------ | --------------------- | -------- | --------- |
| 07.09./14.09.1988 | Spartak Warna         | 4:2    | Dobrudscha Tolbuchin  | 4:1      | 0:1       |
| 07.09./14.09.1988 | Lok Gorna Orjachowiza | 6:3    | Lokomotive Russe      | 4:3      | 2:0       |
| 06.10./27.10.1988 | Spartak Warna         | 5:3    | Lok Gorna Orjachowiza | 1:1      | 4:2       |
| 06.10./27.10.1988 | Lokomotive Russe      | 3:2    | Dobrudscha Tolbuchin  | 3:1      | 0:1       |

- Dobrudscha Tolbuchin ausgeschieden

### Gruppe 7
| Datum             |                         | Gesamt    |                         | Hinspiel | Rückspiel |
| ----------------- | ----------------------- | --------- | ----------------------- | -------- | --------- |
| 07.09./14.09.1988 | Lokomotive Stara Sagora | (a)6:6(a) | FK Sliwen               | 6:1      | 0:5       |
| 07.09./14.09.1988 | Rila Stanke Dimitrow    | 4:5       | Tundscha Jambol         | 3:1      | 1:4       |
| 06.10./27.10.1988 | FK Sliwen               | 2:3       | Tundscha Jambol         | 1:1      | 1:2       |
| 06.10./27.10.1988 | Rila Stanke Dimitrow    | 2:4       | Lokomotive Stara Sagora | 2:2      | 0:2       |

- Rila Stanke Dimitrow ausgeschieden

### Gruppe 8
| Datum             |                         | Gesamt |                         | Hinspiel | Rückspiel |
| ----------------- | ----------------------- | ------ | ----------------------- | -------- | --------- |
| 07.09./14.09.1988 | FK Chaskowo             | 3:5    | FC Tschernomorez Burgas | 2:1      | 1:4 n. V. |
| 07.09./14.09.1988 | Arda Kardschali         | 2:6    | Beroe Stara Sagora      | 2:2      | 0:4       |
| 06.10./27.10.1988 | FC Tschernomorez Burgas | 6:4    | Beroe Stara Sagora      | 3:3      | 3:1       |
| 06.10./27.10.1988 | Arda Kardschali         | 2:4    | FK Chaskowo             | 1:1      | 1:3       |

- Arda Kardschali ausgeschieden

## 2. Runde
| Datum             |                         | Gesamt |                         | Hinspiel | Rückspiel |
| ----------------- | ----------------------- | ------ | ----------------------- | -------- | --------- |
| 16.11./23.11.1988 | Wichren Sandanski       | 0:5    | Lokomotive Sofia        | 0:2      | 0:3       |
| 16.11./23.11.1988 | Pirin Blagoewgrad       | 3:2    | FC Bdin Widin           | 2:2      | 1:0       |
| 16.11./23.11.1988 | Lokomotive Stara Sagora | 3:5    | FC Botew Wraza          | 3:1      | 0:4       |
| 16.11./23.11.1988 | Minjor Pernik           | 0:1    | FC Hebar Pasardschik    | 0:0      | 0:1       |
| 16.11./23.11.1988 | Lokomotive Plowdiw      | 3:9    | FK Sliwen               | 2:3      | 1:6       |
| 16.11./23.11.1988 | Etar Weliko Tarnowo     | 7:2    | FK Spartak Plewen       | 4:1      | 3:1       |
| 16.11./23.11.1988 | Akademik Swischtow      | 4:3    | Tundscha Jambol         | 2:0      | 2:3       |
| 16.11./23.11.1988 | FK Chaskowo             | 4:5    | Beroe Stara Sagora      | 3:1      | 1:4       |
| 16.11./23.11.1988 | Lok Gorna Orjachowiza   | 2:1    | Lokomotive Russe        | 1:0      | 1:1       |
| 16.11./23.11.1988 | DFS Osam Lowetsch       | 5:3    | Ludogorez Rasgrad       | 4:1      | 1:2       |
| 16.11./23.11.1988 | Spartak Warna           | 3:4    | FC Tschernomorez Burgas | 2:1      | 1:3       |
| 16.11./23.11.1988 | FC Dunaw Russe          | 2:1    | FK Schumen              | 1:0      | 1:1       |

## Achtelfinale
Teilnehmer: Die zwölf Sieger der 2. Runde und die vier Klubs, die an den europäischen Wettbewerben teilnahmen (ZFKA Sredez Sofia, Witoscha Sofia, AFD Trakia Plowdiw und Slawia Sofia).
| Datum      |                         | Ergebnis              |                       |
| ---------- | ----------------------- | --------------------- | --------------------- |
| 10.12.1988 | FC Hebar Pasardschik    | 2:0                   | Lok Gorna Orjachowiza |
| 10.12.1988 | DFS Osam Lowetsch       | 0:2                   | ZFKA Sredez Sofia     |
| 10.12.1988 | AFD Trakia Plowdiw      | 1:0                   | Lokomotive Sofia      |
| 10.12.1988 | Witoscha Sofia          | 3:1                   | Etar Weliko Tarnowo   |
| 10.12.1988 | FC Botew Wraza          | 1:0 n. V.             | Beroe Stara Sagora    |
| 10.12.1988 | Akademik Swischtow      | 0:1                   | Slawia Sofia          |
| 10.12.1988 | FC Tschernomorez Burgas | 1:0                   | FK Sliwen             |
| 10.12.1988 | Pirin Blagoewgrad       | 1:1 n. V. (4:5 i. E.) | FC Dunaw Russe        |

## Viertelfinale
| Datum      |                         | Ergebnis  |                   |
| ---------- | ----------------------- | --------- | ----------------- |
| 16.12.1988 | FC Dunaw Russe          | 0:1       | ZFKA Sredez Sofia |
| 17.12.1988 | FC Hebar Pasardschik    | 1:5       | Witoscha Sofia    |
| 17.12.1988 | FC Tschernomorez Burgas | 2:1       | FC Botew Wraza    |
| 14.02.1989 | AFD Trakia Plowdiw      | 1:0 n. V. | Slawia Sofia      |

## Halbfinale
| Datum      |                         | Ergebnis |                    |
| ---------- | ----------------------- | -------- | ------------------ |
| 18.02.1989 | FC Tschernomorez Burgas | 3:1      | Witoscha Sofia     |
| 18.02.1989 | ZFKA Sredez Sofia       | 6:0      | AFD Trakia Plowdiw |

## Spiel um Platz 3
| Datum      |                    | Ergebnis |                |
| ---------- | ------------------ | -------- | -------------- |
| 24.05.1989 | AFD Trakia Plowdiw | 3:5      | Witoscha Sofia |

## Finale
| Paarung                 | ZFKA Sredez Sofia – FC Tschernomorez Burgas |
| Ergebnis                | 3:0 (1:0) |
| Datum                   | 24. Mai 1989 |
| Stadion                 | Stadion Slawi Aleksiew, Plewen |
| Zuschauer               | 15.000 |
| Schiedsrichter          | Stefan Tschakarow |
| Tore                    | 1:0 Emil Kostadinow (44.) 2:0 Christo Stoitschkow (50.) 3:0 Latschesar Tanew (59.) |
| ZFKA Sredez Sofia       | Ilia Walow (71. Rumen Apostolow) – Nedjalko Mladenow, Trifon Iwanow, Krassimir Besinski, Georgi Dimitrow – Kostadin Jantschew, Latschesar Tanew (71. Petar Witanow), Iwaljo Kirow, Georgi Georgiew – Emil Kostadinow, Christo Stoitschkow Cheftrainer: Dimitar Penew              |
| FC Tschernomorez Burgas | Ljubomir Schejtanow – Iwan Jowtschew, Stojan Pumpalow, Stojan Stojanow, Krassimir Kostow – Slatko Jankow, Dijan Petkow (61. Schiwko Kelepow), Atanas Manuschew (66. Ljubomir Ljubenow) – Wladimir Stojanow, Nikolaj Russew, Simeon Tschilibonow Cheftrainer: Jewgeni Jantschowski |